# James C. Fletcher
James Chipman Fletcher (Millburn, 5 giugno 1919 – Washington, 22 dicembre 1991) è stato un fisico statunitense, presidente dell'Università dello Utah dal 1964 al 1971 e amministratore della NASA dal 1971 al 1977 e dal 1986 al 1989.

## Biografia
Nato a Millburn, nel New Jersey, Fletcher conseguì la laurea in fisica presso la Columbia University e un dottorato in fisica nel 1948 presso il California Institute of Technology. Dopo aver assunto incarichi di ricerca e di insegnamento presso le università di Harvard e Princeton, nel 1948 fu assunto dalla Hughes Aircraft e successivamente dalla Ramo-Wooldridge Corporation, nella "Guided Missile Division". Nel 1958, fu il cofondatore della Space Electronics Corporation a Glendale, che in seguito ad una fusione è divenuta la Space General Corporation. Successivamente su nominato vicepresidente di sistema della Aerojet General Corporation, a Sacramento (California). Nel 1964 divenne Presidente dell'Università dello Utah, incarico che mantenne finché non fu nominato Amministratore della NASA nel 1971.
Durante il suo primo mandato, Fletcher fu tra i principali fautori del Programma Space Shuttle. Approvò inoltre il Programma Voyager e il Programma Apollo-Sojuz. Giunsero a conclusione durante il suo mandato, infine, importanti missioni approvate dalle amministrazioni precedenti, tra queste lo Skylab, le missioni Viking e la missione Mariner 10.
Quando lasciò la NASA nel 1977, Fletcher operò come consulente esterno a McLean, in Virginia, e collaborò con l'Università di Pittsburgh. Durante i nove anni trascorsi tra i due mandati quale amministratore dell'agenzia spaziale statunitense, Fletcher funse da consigliere per questioni riguardanti la programmazione delle politiche spaziali. Tra le altre, partecipò alla pianificazione della "Strategic Defense Initiative", il cosiddetto "Scudo spaziale".
Fu richiamato a guidare la NASA nel 1986, dopo il disastro dello Space Shuttle Challenger e fu ampiamente coinvolto nella fase di recupero del Programma Space Shuttle stesso. Nei due anni che seguirono e che videro la riprogettazione dei razzi a propellente solido (SRB), Fletcher assicurò che la NASA investisse pesantemente nella sicurezza e affidabilità del programma, ne cambiò l'organizzazione per aumentarne l'efficienza e ne ristrutturò il sistema di amministrazione. Supervisionò una completa rielaborazione dei componenti dello Shuttle per migliorarne la sicurezza e previde un percorso di uscita per gli astronauti.
Durante il suo secondo mandato riprese il volo degli Space Shuttle e fu approvato il programma del telescopio spaziale che condurrà alla produzione e lancio del telescopio spaziale Hubble.
Fletcher è morto nel dicembre del 1991 a Washington, affetto da carcinoma del polmone.